# 黃澍 (永樂進士)
黃澍，字仲霖，山東益都縣人。明朝政治人物。

## 生平
永樂十九年（1421年）辛丑科進士，行在吏科給事中。正統元年（1436年）陞浙江處州府知府。